# Saison 2013-2014 du Metz Handball
Maillots
Chronologie
Saison 2012-2013 du Metz Handball Saison 2014-2015 du Metz Handball
Actualités
Dernière mise à jour : 4 mai 2016.
Cet article détaille la saison 2013-2014 du club de handball féminin du Metz Handball.

## Description
Après une saison exceptionnelle qui a vu Metz Handball réaliser le doublé championnat-coupe de France et atteindre finale de la coupe EHF, le club remet son titre en jeu. Le principal départ concerne l'ailière Katty Piejos qui rejoint Fleury après neuf années passées à Metz et notamment sept titres de champions. Elle est remplacée numériquement par la prometteuse Chloé Bulleux. Enfin la gardienne internationale tchèque Barbora Ranikova vient renforcer le poste de gardienne de but, autour de Laura Glauser et Gervaise Pierson.
En janvier 2014, pour compenser le départ d'Anastasiya Pidpalova en novembre, Metz Handball recrute la slovène Ana Gros pour évoluer au poste d'arrière droite.

## Transferts
| Nom | Nom                  | Poste          | Provenance/Destination | Provenance/Destination           | Durée  |
|     |                      |                | Arrivées               |                                  |        |
|     | Barbora Ranikova     | gardienne      |                        | DHK Zora Olomouc                 | 1 an   |
|     | Chloé Bulleux        | ailière gauche |                        | HBC Nîmes                        | 2 ans  |
|     | Ana Gros             | arrière droite |                        | Thüringer HC                     | 6 mois |
|     |                      |                | Départs                |                                  |        |
|     | Katty Piejos         | ailière gauche |                        | CJF Fleury Loiret                | -      |
|     | Roseline Ngo Leyi    | pivot          |                        | Achenheim Truchtersheim Handball | -      |
|     | Anastasiya Pidpalova | arrière droite |                        | Brest Bretagne Handball          | -      |
|     |                      |                | Prolongations          |                                  |        |

## Effectif
Note : Est indiqué comme étant en sélection nationale toute joueuse ayant participé à au moins un match avec une équipe nationale lors de la saison 2013-2014.

## Parcours en championnat de D1

### Statistiques individuelles
| Rang | Joueuse                | Buts | Tirs | %  | MJ | Moy. |
| ---- | ---------------------- | ---- | ---- | -- | -- | ---- |
| 1    | Paule Baudouin         | 102  | 157  | 65 | 19 | 5,4  |
| 2    | Grâce Zaadi            | 79   | 166  | 48 | 22 | 3,6  |
| 3    | Kristina Liščević      | 68   | 115  | 59 | 22 | 3,1  |
| 4    | Yvette Broch           | 55   | 70   | 79 | 18 | 3,1  |
| 5    | Marie Prudhomme        | 52   | 107  | 49 | 22 | 2,4  |
| 6    | Nina Kanto             | 51   | 88   | 58 | 21 | 2,4  |
| 7    | Jurswailly Luciano     | 46   | 70   | 66 | 17 | 2,7  |
| 8    | Lara González Ortega   | 39   | 59   | 66 | 20 | 2,0  |
| 9    | Ana Gros               | 39   | 83   | 47 | 12 | 3,3  |
| 10   | Chloé Bulleux          | 33   | 61   | 54 | 22 | 1,5  |
| 11   | Ekaterina Andriouchina | 23   | 48   | 48 | 15 | 1,5  |
| 12   | Svetlana Ognjenović    | 20   | 38   | 53 | 9  | 2,2  |
| 13   | Anastasiya Pidpalova   | 18   | 27   | 67 | 4  | 4,5  |
| 14   | Laura Flippes          | 11   | 20   | 55 | 8  | 1,4  |
| 15   | Déborah Kpodar         | 10   | 15   | 67 | 10 | 1,0  |
| 16   | Tamara Horacek         | 5    | 10   | 50 | 10 | 0,5  |
| 17   | Claudine Mendy         | 1    | 4    | 25 | 4  | 0,3  |

| Position | Nom                | %    | Arrêts | Tirs | MJ | Moy. |
| -------- | ------------------ | ---- | ------ | ---- | -- | ---- |
| 1        | Barbora Ranikova   | 43,2 | 171    | 396  | 13 | 13,2 |
| 2        | Gervaise Pierson   | 37,5 | 100    | 267  | 17 | 5,9  |
| 3        | Déborah Dangueuger | 44,2 | 46     | 104  | 11 | 4,2  |
| 4        | Laura Glauser      | 30,9 | 21     | 68   | 6  | 3,5  |

## Parcours européen
Champion de France en titre, Metz Handball est directement qualifié pour la phase de groupe de la Ligue des champions de handball féminin 2013-2014. Le tirage au sort lui attribue comme adversaires Krim Mercator, champion de Slovénie, Sävehof, champion de Suède, et Leipzig, 2e du championnat d’Allemagne.
En danger après deux défaites initiales, Metz réalise l'exploit de faire tomber le Krim Mercator, favori du groupe, lors de la 3e journée. Malgré deux nouvelles victoires lors des matchs retour, Metz échoue à un point d'une qualification au tour principal et est reversé en coupe d'Europe des vainqueurs de coupe. Battues deux fois par le club russe de Zvezda Zvenigorod, futur finaliste, les messines sont rapidement éliminées de la coupe des Coupes.
| Journée | Date       | Club recevant     | Score   | Club visiteur     | Points | Rapport |
| --- | ---------- | ----------------- | ------- | ----------------- | ------ | ------- |
| PHASE DE GROUPES DE LIGUE DES CHAMPIONS |            |                   |         |                   |        |         |
| J1 | 05.10.2013 | Metz Handball     | 22 – 23 | Leipzig           | 0      |         |
| J2 | 12.10.2013 | IK Sävehof        | 32 – 30 | Metz Handball     | 0      |         |
| J3 | 20.10.2013 | Metz Handball     | 21 – 20 | RK Krim           | 2      |         |
| J4 | 02.11.2013 | RK Krim           | 27 – 21 | Metz Handball     | 2      |         |
| J5 | 10.11.2013 | Leipzig           | 22 – 25 | Metz Handball     | 4      |         |
| J6 | 17.11.2013 | Metz Handball     | 30 – 20 | IK Sävehof        | 6      |         |
| 3e du groupe C à l'issue de la phase de groupes, Metz Handball est éliminé de la Ligue des champions et reversé en huitièmes de finale de la coupe d'Europe des vainqueurs de coupe. |            |                   |         |                   |        |         |
| COUPE D'EUROPE DES VAINQUEURS DE COUPE |            |                   |         |                   |        |         |
| 8e de finale aller | 02.02.2014 | Zvezda Zvenigorod | 26 – 19 | Metz Handball     |        |         |
| 8e de finale retour | 08.02.2014 | Metz Handball     | 28 – 29 | Zvezda Zvenigorod |        |         |
| Metz Handball est éliminé de la compétition en huitième de finale. |            |                   |         |                   |        |         |
| Légende: Victoire Nul Défaite Score du club |            |                   |         |                   |        |         |

| Rang | Joueuse                | Buts | MJ | Moy. |
| ---- | ---------------------- | ---- | -- | ---- |
| 1    | Paule Baudouin         | 35   | 8  | 4,4  |
| 2    | Grâce Zaadi            | 23   | 8  | 2,9  |
| 3    | Nina Kanto             | 22   | 8  | 2,8  |
| 4    | Jurswailly Luciano     | 19   | 8  | 2,4  |
| 5    | Kristina Liščević      | 18   | 8  | 2,3  |
| 6    | Lara González Ortega   | 14   | 8  | 1,8  |
| 7    | Yvette Broch           | 13   | 8  | 1,6  |
| 7    | Marie Prudhomme        | 13   | 8  | 1,6  |
| 9    | Ana Gros               | 12   | 2  | 6,0  |
| 10   | Ekaterina Andriouchina | 10   | 6  | 1,7  |
| 11   | Svetlana Ognjenović    | 11   | 6  | 1,5  |
| 12   | Chloé Bulleux          | 4    | 8  | 0,5  |
| 13   | Anastasiya Pidpalova   | 2    | 6  | 0,3  |

## Parcours en coupe de France
| Tours                                                                                        | Lieu                                | Date       | Opposants                     | Score | Rapports |
| 8e de finale                                                                                 | Salle Pierre de Coubertin, Mérignac | 05.01.2014 | Mérignac Handball (D2)        | 26-32 |          |
| Quart de finale                                                                              | Palais omnisports Les Arènes, Metz  | 25.01.2014 | OGC Nice Côte d'Azur Handball | 27-34 |          |
| Metz Handball est éliminé après sa défaite en quarts face à l'OGC Nice Côte d'Azur Handball. |                                     |            |                               |       |          |

| Rang | Joueuse                | Buts | MJ | Moy. |
| ---- | ---------------------- | ---- | -- | ---- |
| 1    | Paule Baudouin         | 19   | 2  | 8,5  |
| 2    | Nina Kanto             | 5    | 1  | 5    |
| 3    | Kristina Liščević      | 3    | 1  | 3,0  |
| 3    | Grâce Zaadi            | 3    | 1  | 3,0  |
| 5    | Jurswailly Luciano     | 2    | 1  | 2,0  |
| 6    | Ana Gros               | 1    | 1  | 1,0  |
| 6    | Lara González Ortega   | 1    | 1  | 1,0  |
| 8    | Marie Prudhomme        | 0    | 1  | 0,0  |
| 8    | Aramata Dembélé        | 0    | 1  | 0,0  |
| 8    | Ekaterina Andriouchina | 0    | 1  | 0,0  |
| 8    | Chloé Bulleux          | 0    | 1  | 0,0  |
| 8    | Tamara Horacek         | 0    | 1  | 0,0  |

## Parcours en coupe de la Ligue
Pour cette phase finale organisée à domicile en Moselle, Metz Handball est attendu pour la victoire finale, malgré des performances irrégulières au début de l'année 2014.
Après avoir éliminé le HBC Nîmes en quart (28-20) grâce à un grand match de Barbora Ranikova (17 arrêts à 63 %), Metz écarte de Toulon (33-28) pour atteindre la finale, avec notamment dix buts de Grâce Zaadi.
En finale, face à Fleury, une belle performance en défense (avec notamment Gervaise Pierson, remplaçante Barbora Ranikova après son forfait de dernière minute, qui signe 18 arrêts) mène le club lorrain à la victoire (25-20). Cette victoire constitue le huitième titre du club dans cette compétition. 
| Tours                                  | Lieu                    | Date                    | Opposants               | Score                   | Rapports                |
| 8e de finale                           | exempté du premier tour | exempté du premier tour | exempté du premier tour | exempté du premier tour | exempté du premier tour |
| Quart de finale                        | Les Arènes, Metz        | 20.02.2014              | HBC Nîmes               | 28-20                   | Rapport                 |
| Demi-finale                            | Les Arènes, Metz        | 21.02.2014              | Toulon Saint-Cyr VHB    | 33-28                   | Rapport                 |
| Finale                                 | Les Arènes, Metz        | 23.02.2014              | Fleury Loiret Handball  | 25-20                   | Rapport                 |
| Metz Handball remporte la compétition. |                         |                         |                         |                         |                         |